# Bayelsa United F.C.
Bayelsa United F.C. este un club de fotbal din orașul Yenagoa, Nigeria.